# Charles Whitman Cross
Charles Whitman Cross (1er septembre 1854 - 20 avril 1949) est un géologue américain. Il fait ses études au Amherst College, à l'Université de Göttingen et à l'Université de Leipzig. Pétrologue, une grande partie de son travail de terrain concerne les roches du Colorado. Lui et trois autres géologues proposent la norme CIPW qui est encore utilisée en minéralogie normative. Il est également actif dans des sociétés et des institutions scientifiques.

## Jeunesse et éducation
Cross est né le 1er septembre 1854 à Amherst, Massachusetts, de Maria Mason Cross et du révérend Moïse Kimball Cross. Plus tard, sa famille déménage à Waverly, Iowa, où il obtient son diplôme d'études secondaires. En 1872, il entre au cours scientifique de l'Amherst College. Après avoir obtenu un baccalauréat ès sciences en 1875, il reste à Amherst pour faire des études supérieures en sciences. Il fréquente l'Université de Göttingen de 1877 à 1878, date à laquelle il est transféré à l'Université de Leipzig. Là, il étudie sous la direction de Ferdinand Zirkel et obtient son doctorat en 1880.

## Carrière
Après avoir terminé son doctorat, Cross retourne aux États-Unis et commence une carrière à l'Institut d'études géologiques des États-Unis jusqu'à sa retraite en 1925. De 1880 à 1888, il est basé à Denver, Colorado, après quoi il bouge à Washington, DC où il dirige la section de pétrologie de l'Enquête.
Cross est pétrologue et une grande partie de son travail de terrain porte sur les roches. La plupart de ces travaux sont effectués dans le Colorado, sur un terrain accidenté avec peu de routes. Son plus grand travail porte sur les montagnes de San Juan à partir de 1895. Il travaille également dans les Leucite Hills du Wyoming et à Hawaï.
Outre son important travail de terrain, Cross est connu pour ses recherches pionnières en minéralogie normative. En collaboration avec Joseph P. Iddings, Louis Valentine Pirsson et Henry Stephens Washington (en), il conçoit une mesure de la composition chimique des roches connue sous le nom de norme CIPW, d'après leurs initiales. Publiée dans un livre de 1903, leur méthode est plus quantitative que les approches précédentes et introduit un nouveau système de nomenclature. Alors que d'autres pétrologues jugent généralement leur nomenclature trop détaillée et lourde, ils adoptent l'approche quantitative consistant à calculer une «norme» basée sur la composition chimique d'une roche, et la norme CIPW reste un incontournable de la pétrologie.
Cross aide à organiser le Conseil national de recherches. Il en est membre de 1918 à 1922, trésorier de 1918 à 1919 et vice-président de sa division de géologie et de géographie en 1918. Il est parmi plusieurs géologues qui persuadent la Carnegie Institution d'établir son laboratoire géophysique. En 1910, il organise le Club des pétrologues, dont les premières réunions ont lieu chez lui.
Cross est élu à l'Académie nationale des sciences en 1908 et en est le trésorier de 1911 à 1919. Il est membre de la Société américaine de géologie et en est le président en 1918 ,. En 1925, son alma mater Amherst College lui décerne un doctorat honorifique en sciences.

## Vie privée
Le 7 novembre 1895, Cross épouse Virginia Stevens, fille de Moses T. Stevens. Ils ont un fils.
Cross est décédé le 20 avril 1949 à Chevy Chase, Maryland. Au moment de sa mort, il est le membre le plus âgé de l'Académie nationale des sciences et l'ancien élève vivant le plus ancien du Collège Amherst.
La Crossite est nommé en son honneur.